# Accord entre la Turquie et les États-Unis sur Manbij

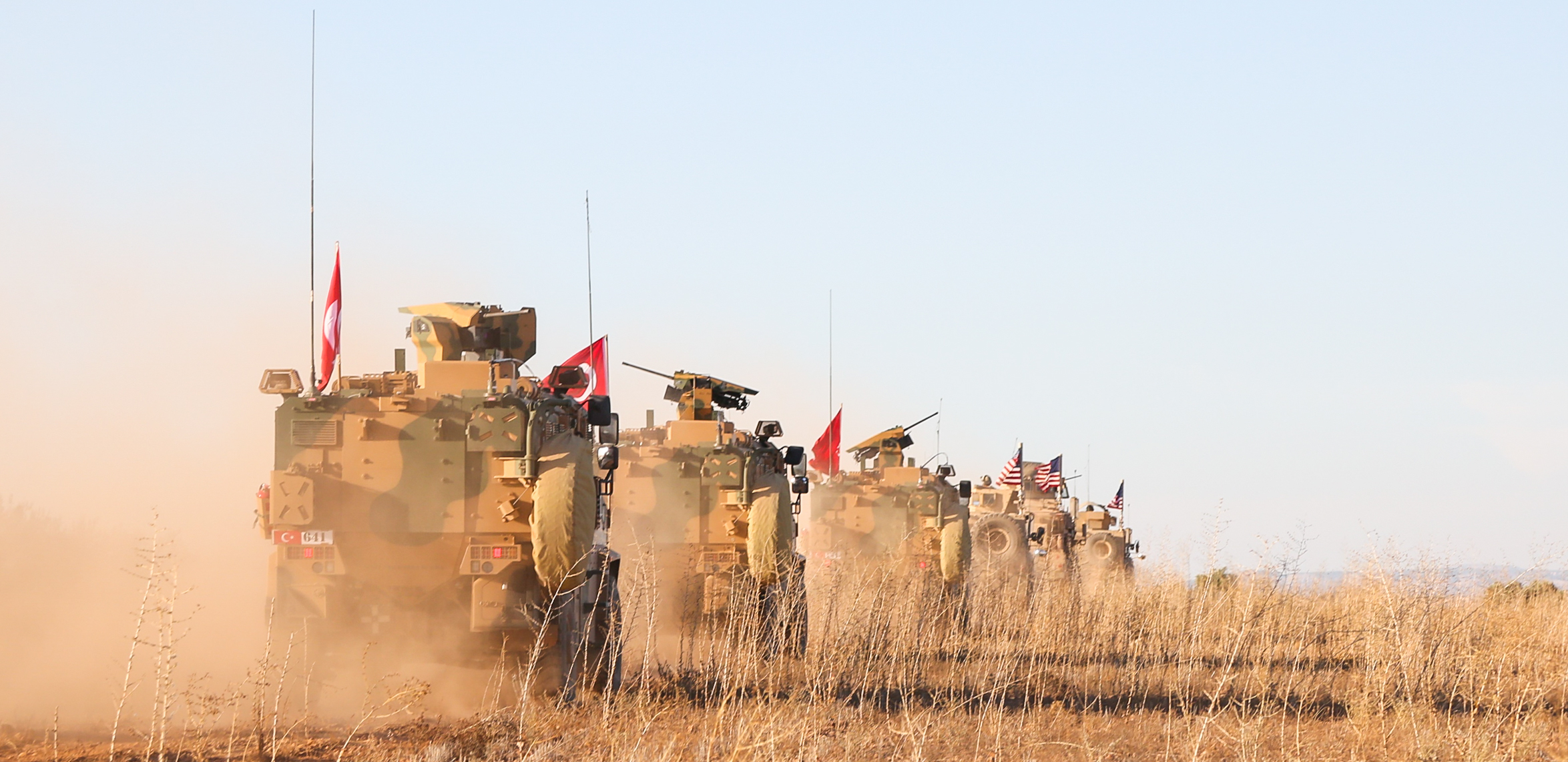
Véhicules américains et turcs effectuant une patrouille conjointe à Manbij, le 1 novembre 2018.

L'accord sur Manbij est conclu le 4 juin 2018 entre la Turquie et les États-Unis, lors de la guerre civile syrienne. Il concerne la ville de Manbij et survient après une période de tensions entre les deux pays, alliés au sein de l'OTAN, mais dont les objectifs diffèrent en Syrie.
Depuis 2016 et l'Opération Bouclier de l'Euphrate, la Turquie est en guerre contre les Forces démocratiques syriennes (FDS), une alliance de groupes armés arabes et kurdes largement dominée par les Unités de protection du peuple (YPG), branche armée du Parti de l'union démocratique (PYD), lui-même branche syrienne du Parti des travailleurs du Kurdistan (PKK), qui mène depuis des décennies une guérilla sur le sol turc. Les États-Unis s'allient au contraire aux YPG et aux FDS, qu'ils soutiennent à partir de 2014 pour affronter l'État islamique.
En mars 2018, l'Opération Rameau d'olivier voit l'armée turque et les rebelles de l'Armée nationale syrienne prendre la ville d'Afrine aux Forces démocratiques syriennes. Victorieuse, la Turquie annonce aussitôt son intention d'attaquer ensuite la ville de Manbij, également contrôlée par les FDS. Cependant elle se heurte cette fois à l'opposition des États-Unis, qui contrairement à Afrine, ont des troupes déployées dans la région de Manbij. Après quelques semaines de tensions, Ankara et Washington trouvent un accord. Celui-ci prévoit la mise en place de patrouilles américano-turques à Manbij, ainsi que l'évacuation des unités YPG de la ville, dont le contrôle est laissé à un autre groupe des FDS, le Conseil militaire de Manbij.

## Déroulement

Situation dans la région de Manbij en 2018 :
Territoire contrôlé par les Forces démocratiques syriennes
Territoire contrôlé par l'Armée nationale syrienne et la Turquie
Territoire contrôlé par le gouvernement syrien et ses alliés

### Premières menaces de la Turquie
Dès le début de la bataille d'Afrine, la Turquie affiche sa volonté de prendre Manbij aux Forces démocratiques syriennes (FDS),. Ces dernières contrôlent la ville depuis août 2016, après avoir battu l'État islamique lors de la bataille de Manbij. Environ 75 % de la population de Manbij est arabe. Un conseil civil administre la ville et sa région, mais il est dominé par les Kurdes. Selon l'universitaire Fabrice Balanche : « Si les Kurdes n'ont pas été capables de résister dans une région montagneuse et ethniquement homogène comme Afrine, où ils avaient fortifié leurs positions, comment pourraient-ils résister au milieu de populations mixtes à Manbij, Tall Abyad ou Qamichli ».

### Réaction des États-Unis

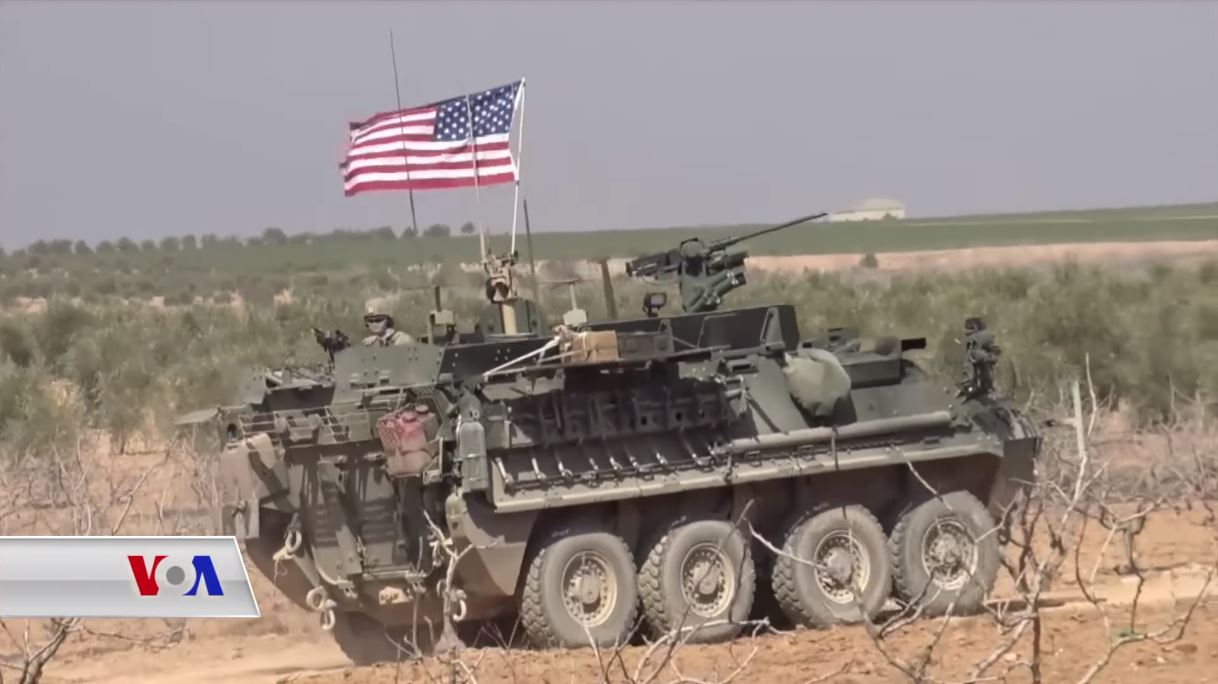
Un blindé américain dans la région de Manbij, en février 2018.

Mais alors qu'à Afrine, les Kurdes avaient noué une alliance avec la Russie, à Manbij ce sont les forces américaines qui sont déployées dans la région. Environ 2 000 soldats américains sont alors présents en Syrie aux côtés des Forces démocratiques syriennes dans le cadre de la lutte contre l'État islamique. La Turquie appelle alors les États-Unis à se retirer de Manbij et à cesser de soutenir les « terroristes ». En janvier, Haitham Afeisi, le chef d'état-major de l'Armée nationale syrienne déclare que 10 000 hommes sont prêts à faire mouvements sur Manbij et même à affronter les forces américaines si ces dernières ne retirent pas leur soutien aux « terroristes » du PKK,. Les États-Unis tentent d'apaiser la Turquie et confirment notamment avoir cessé de fournir des armes aux forces kurdes, néanmoins leurs troupes restent présentes à Manbij,. Le 24 janvier, le président américain Donald Trump et le président turc Recep Tayyip Erdoğan s'entretiennent par téléphone ; selon le communiqué de la Maison blanche, le président américain « exhorte la Turquie à réduire et à limiter ses actions militaires » et lui demande d'éviter « toute action qui risquerait de provoquer un affrontement entre les forces turques et américaines ». Mais le 27 janvier, Mevlüt Çavuşoğlu, le ministre turc des Affaires étrangères, affirme que les États-Unis doivent se retirer « immédiatement » de Manbij, après avoir déclaré la veille : « Nous irons jusqu'au bout. Nous interviendrons contre l'organisation terroriste et nous l'éliminerons, où qu'elle soit ». Le 4 février, le Premier ministre turc adjoint Bekir Bozdag déclare : « Nous ne souhaitons aucun affrontement avec les États-Unis à Manbij, à l'est de l'Euphrate ou ailleurs. Mais les États-Unis doivent être conscients des sensibilités turques. Si des soldats américains portent des uniformes terroristes ou se trouvent parmi les terroristes au cours d'une attaque contre l'armée, alors il n'y aura aucune façon de faire la distinction ».

### Implication de la France
Depuis 2016, la France engage également des forces spéciales en Syrie aux côtés des Forces démocratiques syriennes,. Au début de l'année 2018, 200 soldats français des forces spéciales sont présents en Syrie et en Irak. Le 29 mars 2018, le président Emmanuel Macron reçoit à l'Elysée une délégation des Forces démocratiques syriennes,,. À l'issue de la rencontre, une des délégués, Asiya Abdellah, et Khaled Issa, le représentant du PYD en France, affirment que le président français s'est engagé à déployer des troupes dans la région de Manbij pour s'opposer à une offensive de la Turquie,,,. Le porte-parole du gouvernement turc, Bekir Bozdag, réagit alors et avertit la France : « Ceux qui coopèrent avec des groupes terroristes contre la Turquie (..) et attaquent la Turquie avec eux, recevront le même traitement que nous infligeons à ces groupes terroristes et seront des cibles pour la Turquie. Nous espérons que la France ne prendra pas une telle mesure irrationnelle ». Le gouvernement français contredit toutefois les déclarations des FDS le lendemain et précise qu'il ne prévoit « pas de nouvelle opération militaire dans la région en dehors de la coalition internationale contre l'État islamique »,,. Officiellement, le président français assure les FDS « du soutien de la France, en particulier pour la stabilisation de la zone de sécurité au nord-est de la Syrie, dans le cadre d’une gouvernance inclusive et équilibrée, pour prévenir toute résurgence de Daech dans l’attente d’une solution politique au conflit syrien » et rend « hommage aux sacrifices et au rôle déterminant des FDS dans la lutte contre Daech »,,. Il réaffirme l'engagement de la France contre le PKK en « prenant acte de l'engagement des FDS à n'avoir aucun lien opérationnel avec ce groupe terroriste et à condamner tout acte à caractère terroriste d'où qu'il vienne, il a souhaité qu'un dialogue puisse s'établir entre les FDS et la Turquie avec l'assistance de la France et de la communauté internationale »,,. La proposition d'une médiation française est cependant rejetée sèchement par la Turquie, qui refuse de faire la moindre distinction entre les FDS et le PKK,,. Le 30 mars, le porte-parole de la présidence turque, Ibrahim Kalin, déclare : « Nous rejetons tout effort visant à promouvoir un dialogue, des contacts ou une médiation entre la Turquie et ces groupes terroristes »,. Le président Erdogan se déclare quant à lui être « extrêmement peiné » par « l’approche totalement erronée » de la France et répond : « Qui êtes-vous pour parler de médiation entre la Turquie et une organisation terroriste ? »,,. De son côté, le ministre turc de la Défense, Nurettin Canikli, affirme qu'un déploiement militaire français dans le nord de la Syrie serait une « invasion ». Le 30 mars, l'agence de presse turque Anadolu publie également une carte indiquant les positions de cinq bases de l'armée française dans le nord de la Syrie où seraient déployés 70 militaires ; selon France 24, ces informations « pourraient constituer une forme de mise en garde d’Ankara à l’égard de Paris »,.

### Flou sur la stratégie américaine
Le président des États-Unis Donald Trump affiche quant à lui le 29 mars sa volonté de retirer ses troupes de Syrie : « On va quitter la Syrie très vite, vraiment très bientôt ». Ces déclarations, allant à l'encontre du plan annoncé en janvier 2018 par le secrétaire d'État Rex Tillerson, qui préconisait de maintenir une présence américaine en Syrie « aussi longtemps que nécessaire » afin de prévenir un retour de l'État islamique et de contrer l'influence de l'Iran et de la Russie, sont accueillies avec surprise par les diplomates européens et avec prudence par l'administration américaine,. Le président américain réitère cependant sa position le 3 avril : « En Syrie, notre mission primordiale était de se débarrasser de l'État islamique (EI). Cette tâche est achevée et nous allons prendre une décision très rapidement (…). Je veux partir. Je veux ramener nos troupes à la maison. Je veux commencer à rebâtir notre nation. Cette mission nous coûte très cher et profite beaucoup plus à d'autres pays qu'au nôtre ». Après une réunion au Conseil de sécurité nationale, il donne l'ordre à ses généraux de « préparer le retrait » des troupes américaines, mais sans fixer de date. Cependant selon Le Figaro  : « Le président maintient ainsi sa décision de principe, tout en acceptant la recommandation de ses conseillers de ne rien précipiter. Il a filtré du cabinet de sécurité que tous ses membres sans exception - du secrétaire à la Défense James Mattis au directeur de la CIA et bientôt secrétaire d'État Mike Pompeo - avaient plaidé contre un retrait hâtif. Au moment où Trump affichait sa préférence, le Pentagone préparait l'envoi de matériel et de troupes supplémentaires pour consolider ses bases en Syrie ». La France demande également aux États-Unis de maintenir leur présence en Syrie.

### Négociations et conclusion de l'accord

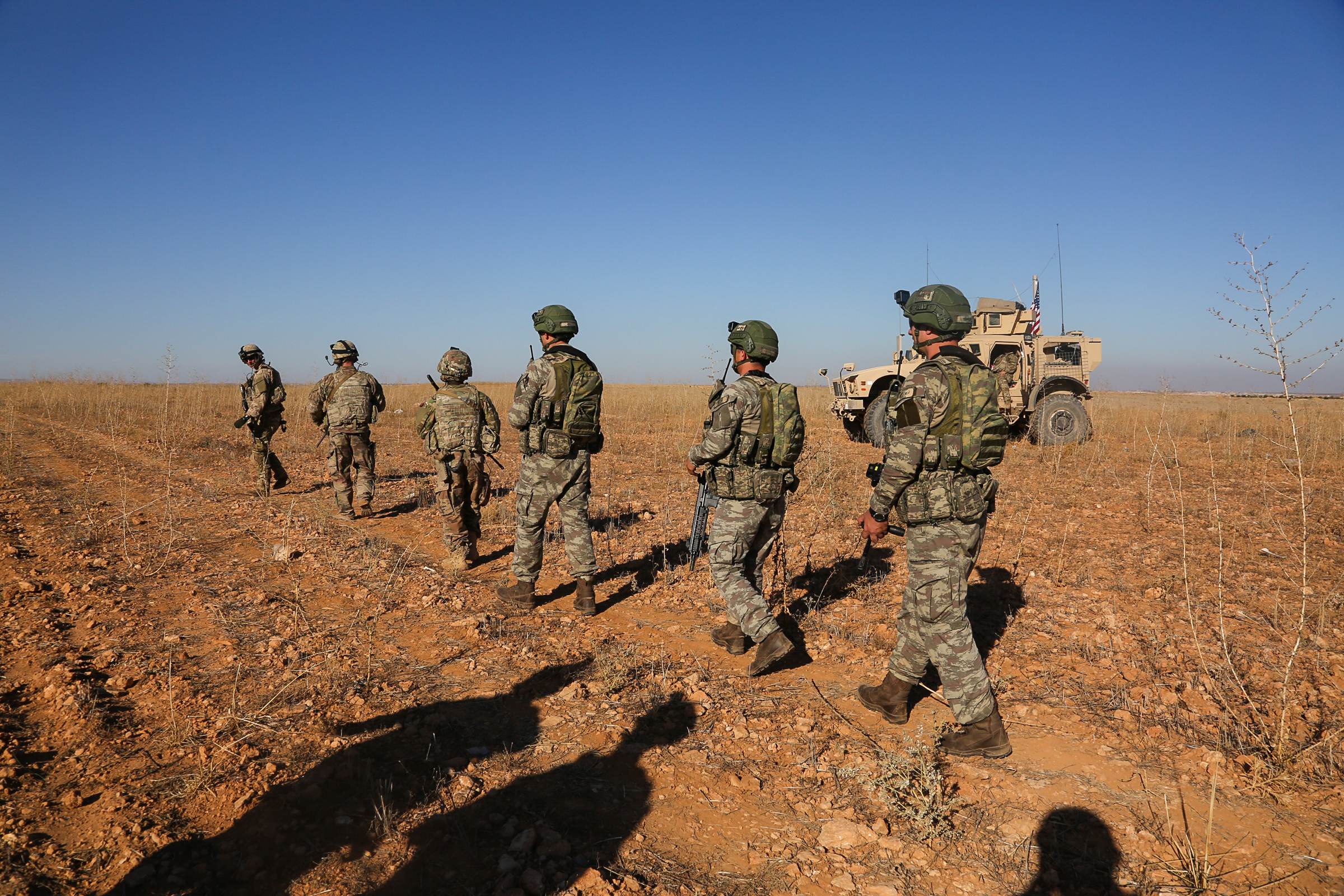
Patrouille de militaires américains et turcs à Manbij, le 1 novembre 2018.

Après la chute d'Afrine le 18 mars 2018, la pression s’accroît sur Manbij. La situation sur la ligne de front, au nord et à l'ouest de la ville, est sensiblement tendue, la population redoute une offensive et des escarmouches opposent fréquemment l'Armée nationale syrienne et les Forces démocratiques syriennes,,. Afin de dissuader les Turcs de passer à l'offensive, les soldats américains affichent ostensiblement leur présence dans la région,,,. Ils augmentent leurs patrouilles et arborent leur drapeau sur leurs véhicules et dans les bases des FDS,. Les Français se montrent quant à eux plus discrets. Cependant le 29 mars, l'explosion dans la région d'un engin explosif artisanal provoque la mort de deux soldats de la Coalition — un Américain et un Britannique — et fait cinq blessés. Le 1er avril, l'Observatoire syrien des droits de l'homme affirme que des renforts ont été déployés à Manbij par la coalition et que 350 soldats, principalement Américains et Français, sont présents dans la région,,. Le 26 avril, le secrétaire à la Défense des États-Unis, James Mattis, déclare que des forces spéciales françaises ont été envoyées en renfort en Syrie « au cours des deux dernières semaines » ; 300 commandos américains et 50 commandos français ont alors été envoyés à Manbij.
Le 25 mai 2018, une délégation américaine se rend en Turquie pour discuter de la situation à Manbij. Le même jour, le ministère turc des Affaires étrangères et l'ambassade américaine à Ankara déclarent que « les deux parties ont défini les grandes lignes d'une feuille de route pour leur coopération en vue d'assurer la sécurité et stabilité à Manbij »,. Le 4 juin, la Turquie et les États-Unis annoncent avoir trouvé un accord pour régler la situation à Manbij,,,. Selon les Turcs, la « feuille de route » de l'accord prévoit le retrait des YPG de la ville et de sa région dans les 30 jours, la mise en place de patrouilles américano-turques dans les 45 jours et l'instauration d'une administration locale dans les 60 jours,. Les Américains sont quant à eux plus vagues,,,. La France et le Royaume-Uni sont pour leur part écartés de l'accord,. Le 5 juin, les YPG annoncent que leurs combattants ne sont plus présents à Manbij depuis novembre 2016 et que leurs derniers « conseillers militaires », présents aux côtés des groupes locaux rassemblés au sein du Conseil militaire de Manbij, vont également se retirer de la région,,,. Le même jour, le ministre turc des Affaires étrangères déclare que le retrait des YPG ne doit être qu'un prélude et que ces derniers devront également se retirer d'autres villes du nord de la Syrie, comme Kobané ou Raqqa. Cependant les forces du Conseil militaire de Manbij, également affiliées aux Forces démocratiques syriennes, demeurent sur place à Manbij et annoncent le 6 juin qu'elles refusent toute présence militaire turque à Manbij,,,.

### Application de l'accord
Le 18 juin 2018, l'armée turque affirme avoir mené ses premières patrouilles « sur la ligne séparant la zone de l'opération Bouclier de l'Euphrate et Manbij ». Le 2 juillet, deux sénateurs américains, le républicain Lindsey Graham et la démocrate Jeanne Shaheen, se rendent dans la ville aux côtés de membres du Conseil militaire de Manbij pour « évaluer la situation sécuritaire ». Le 15 juillet, le Conseil militaire de Manbij annonce que les derniers membres des YPG ont quitté Manbij. Début octobre 2018, des soldats américains et turcs commencent des entraînements conjoints dans la perspective de patrouiller ensemble à Manbij. Le 1er novembre, les premières patrouilles conjointes américano-turques débutent à Manbij.